# Partido Comunista de Alemania (1990)
El Partido Comunista de Alemania  (alemán: Kommunistische Partei Deutschlands, KPD) es un partido político minoritario en Alemania. Fue fundado en Berlín en 1990. La Oficina Estatal para la Protección de la Constitución de Brandeburgo lo considera un partido de extrema izquierda.

## Estructura
El presidente del partido fue Werner Schleese. Renunció en abril de 2006. El actual presidente es Torsten Schöwitz.
El KPD publica un periódico mensual, Die Rote Fahne (La Bandera Roja). Su organización juvenil es conocida como Kommunistische Jugendverband Deutschlands (Liga Comunista Juvenil de Alemania), la cual fue fundada en 2002.
Cuando se acercaban las elecciones federales alemanas de 2005, el partido, sin éxito, buscó forjar una alianza electoral con el Partido Comunista Alemán (DKP) y La Izquierda. Esto provocó una división, lo que resultó en la formación del Partido Comunista de Alemania (Bolchevique), que se disolvió en el año 2011. La ideología del KPD se puede describir como estalinista, con algunas influencias del Juche, que fueron apoyadas con entusiasmo por la formación.
No se les permitió la participación en las elecciones federales de 2013.

## Ideología
El partido mantiene una estricta línea antirrevisionista marxista-Leninista, y afirma que "lucha consistentemente revisionismo, oportunismo y su forma principal, el antiestalinismo". Reconoce la República Democrática Alemana (DDR), la Unión de Repúblicas Socialistas Soviéticas (URSS), especialmente durante el liderazgo de Stalin, y otros antiguos estados aliados soviéticos como ejemplos del socialismo existente real. También tiene una visión positiva de la Corea del Norte, su liderazgo, tanto Kim Jong-il como su sucesor Kim Jong-un, y las principales ideologías de la nación, siendo Juche y Songun. Sobre el tema del primer líder del estado, Kim Il-sung afirma que fue "un gran político, que adquirió grandes méritos en la historia política moderna y dejó huellas definitivas".

## Miembros destacados
Erich Honecker se unió al partido luego de ser expulsado del Partido del Socialismo Democrático. Su esposa Margot Honecker fue presidenta honoraria del KPD. Irma Thälmann, hija de Ernst Thälmann (hoy fallecida), fue militante del partido.